# ناوشکن کلاس ام یارو
ناوشکن کلاس ام یارو (به انگلیسی: Yarrow M-class destroyer) یک کلاس از کشتی است که طول آن Miranda, Minos, Manley : می‌باشد.